# Marshall ShredMaster

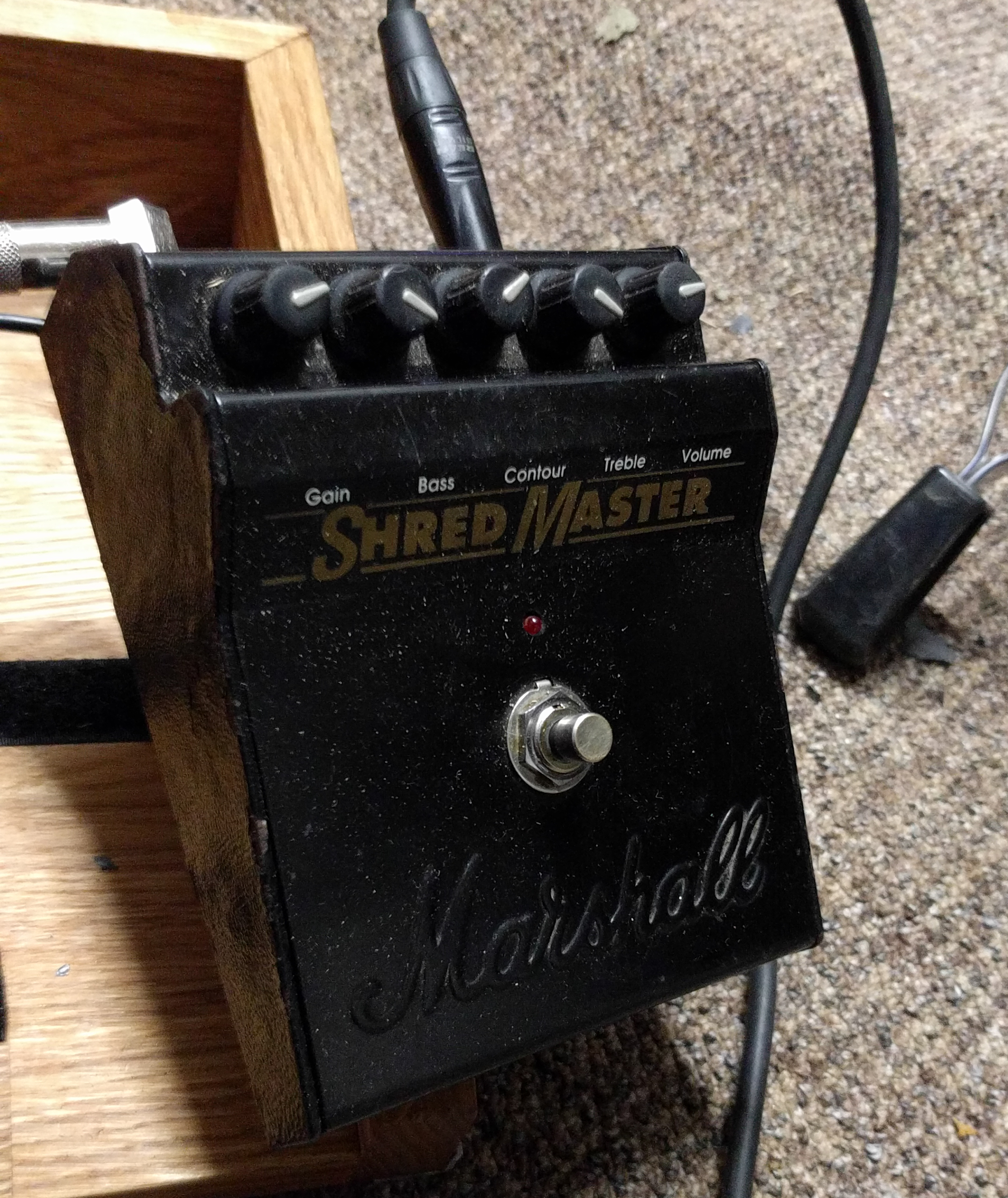
Das Marshall ShredMaster mit eingesteckten Klinken.

Das Marshall Shredmaster (Eigenschreibweise ShredMaster), auch bekannt als der Shred Master, ist ein Verzerrpedal hergestellt von Marshall Amplification.
Es wurde in den frühen 1990er Jahren produziert und stellte mit zwei weiteren Pedalen, dem Marshall BluesBreaker und dem Marshall DriveMaster, ein Trio, ergänzend zum Marshall Guv'nor, dar. Dabei sollten die Pedale jeweils einen Marshall-Verstärker im Kleinformat repräsentieren.
Der Betrieb des Pedals ist mit einer 9V-Batterie oder einem externen Stromanschluss möglich.

## Einstellungen
Der Shred Master ist über fünf Drehknöpfe einstellbar: 
- Gain – Verstärkung des Eingangssignal
- Bass – Steuerung des unteren Frequenzbereich
- Contour – Contour-Steuerung
- Treble – Steuerung des hohen Frequenzbereich
- Volume – Lautstärkeregler

## Einsatz bei Künstlern
Bekannte Musiker, die das Marshall ShredMaster verwendeten:
- Jonny Greenwood und Thom Yorke von Radiohead
- Gaz Coombes von Supergrass
- Alex James von Blur
- Kevin Shields von My Bloody Valentine
- Tom Angelripper von Sodom